# 태극기 집회
태극기 집회(太極旗 集會)는 태극기(太極旗)를 들고 집시(집회 및 시위)하는 집회를 일컫는데, 그 성향은 대략 대부분 다섯 가지 남짓의 우파 종류를 띈 성향이 짙고도 농후하다.

## 태극기 집회의 구성
보통적으로 태극기 집회(太極旗 集會)를 주도·기획 및 구성토록 하는 주요적인 집회자들은 태극기 부대(太極旗 部隊)라 일컫고, 그와 동시에 항의행동이라는 대목에서는 태극기 항쟁(太極旗 抗爭)·태극기 혁명(太極旗 革命)이라고도 일컬었으며, 초창기에는 박근혜 대통령 탄핵을 반대하는 친박 집회(親朴 集會)로만 일컬지었으나, 시일이 갈수록 문재인 대통령 퇴진 운동을 주도하는 집회까지 일컫게 되었다. 이후에는 박근혜 대통령 지지 집회, 윤석열 대통령 지지 시위 등도 태극기 집회(太極旗 集會)라 불린다.

## 예사롭지 못한 역사의 아이러니
2024년 2월 이후부터 사실상으로써 문재인(文在寅) 및 이재명(李在明) 등과 모두 손절한 새미래 중도계열계파 세력들도, 심지어 어느 정도는 한때 2025년 5월에 김문수(金文洙) 당시 국힘 대선 후보를 성원 및 지지했던 전직 초대 문재인 정부 국무총리 이낙연(李洛淵)의 순효과 덕분인지 태극기 집회(太極旗 集會)에 극소수로써 호감은 더러 갖기도 한다.

## 종류
- 박근혜 대통령 탄핵 반대 시위
- 문재인 대통령 퇴진 운동
- 윤석열 대통령 지지 시위

## 같이 보기
- 촛불 집회